# 菊池市立泗水中学校
菊池市立泗水中学校（きくちしりつ しすいちゅうがっこう）は、熊本県菊池市泗水町豊水にある公立中学校。

## 沿革
- 1947年（昭和22年）- 菊池西部中学校創立
- 1955年（昭和30年）- 泗水村立菊池西部中学校と改称
- 1961年（昭和36年）- 泗水町立泗水中学校と改称
- 2005年（平成17年）- 菊池市立泗水中学校と改称

## クラブ活動
運動部
- 野球部
- 陸上部
- サッカー部
- ソフトテニス部
- バスケットボール部
- バレー部
- バドミントン部
- 剣道部
- 卓球部
- 柔道部

文芸部
- 吹奏楽部

## 学校周辺
- 合志川
- 国道387号
- 熊本県道138号辛川鹿本線